# 劉克修
劉克修（16世紀—17世紀），字少巳，廣東廣州府從化縣人，明朝政治人物。

## 生平
劉克修是萬曆十年（1582年）壬午科廣東鄉試舉人，授連江教諭，陞大名通判，為人清廉能幹，御史委以重任查核邊疆軍情，清除弊端並抓拿貪污者，兵將於是畏服，代理內黃縣事，地方遇上蝗災與冰雹，他對抗徵稅宦官，減免加賦，疲困獲甦，二十九年（1601年）遷海州知州，以母親年老乞歸，六十四歲去世。

## 引用
1. 1 2  同治《番禺縣志·卷四十·列傳九》：劉格，字豫誠，宋裒然十世孫，性至孝，幼而父歿，哀毁幾滅性，弱冠舉嘉靖十九年鄉試……子克正、克修、克齊、克治、克平。……克修字少巳，有文行，萬厯十年舉人，連江教諭，擢判大名府，廉介敏練，直指使重之委，以簡閱邊關軍實，嚴清弊蠧，置骫法者于憲，兵將皆畏服，視內黃篆，值蝗雹為災，抗稅璫，減加賦，疲困獲甦，遷海州知州，以母老乞歸，卒年六十四。……據阮通志補